# Bacolet
Bacolet es una localidad de Trinidad y Tobago, que forma parte de la parroquia de St. Andrew.

## Geografía
La localidad abarca parte de la isla de Tobago y limita al norte con Bagatelle y Hope Farm-John Dial (esta última localidad perteneciente a la parroquia de St. George), al sur y este con el océano Atlántico y al oeste con Scarborough.

## Demografía
Datos demográficos de la localidad de Bacolet:
| Gráfica de evolución demográfica de Bacolet entre 2000 y 2011 |
|                                                               |